# Nanobryum gladiolum
Nanobryum gladiolum là một loài Rêu trong họ Fissidentaceae. Loài này được (Mitt.) Bizot mô tả khoa học đầu tiên năm 1971.